# Пфафенхофен
Пфафенхофен (на немски: Pfaffenhofen an der Ilm) е град в Бавария, Германия и административен център на община Пфафенхофен. Разположен е на река Илм, откъдето и пълното наименование на града Пфафенхофен на Илм. Населението на града е 25 781 жители (по приблизителна оценка от декември 2017 г.).